# Shalom (rivista)
Shalom - come riportato sotto la testata – è un "mensile di informazione e cultura ebraica", edito dalla Comunità ebraica di Roma ed è uno dei principali organi di informazione degli ebrei italiani.
Fondato nel 1967, attualmente ha una tiratura di circa 18 000 copie/mese e una distribuzione per abbonamento in Italia, in Israele ed Estero, per vendita diretta (nelle principali edicole e librerie di Roma) e per distribuzione presso un selezionato pubblico di autorità italiane, opinion leader, deputati e istituzioni pubbliche e private.
Fondato da Lia Levi, è stato successivamente diretto da Luciano Tas, Massimo Caviglia, Balfour Zapler, Giacomo Kahn.
L'attuale direttore responsabile è la giornalista professionista Ariela Piattelli.
Nel corso degli anni, molte sono state le personalità culturali, professionali, politiche e giornalistiche che hanno collaborato, fra cui: Khaled Fouad Allam, Yossi Bar, Peppino Caldarola, Furio Colombo, Alain Elkann, Clemente Mastella, David Meghnagi, Fiamma Nirenstein, Emanuele Ottolenghi, Carlo Panella, Umberto Ranieri, Sandro Bondi, Massimo Teodori, Giancarlo Elia Valori, Ugo Volli, Alessandra Farkas, Giorgio Israel.